# Zisterzienserinnenabtei Sainte-Hoïlde
Die Zisterzienserinnenabtei Sainte-Hoïlde war von 1228 bis 1791 ein Kloster der Zisterzienserinnen in Bussy-la-Côte, heute ein Ortsteil der Gemeinde Val-d’Ornain im Département Meuse in Frankreich.

## Geschichte
Das 1228 durch Heinrich II. von Bar acht Kilometer nordwestlich von Bar-le-Duc am Fluss Ornain (in der Nachbarschaft des Zisterzienserklosters Lisle-en-Barrois) gestiftete Nonnenkloster war der Heiligen Hoildis (auch: Hulda von Troyes) aus der Zeit der Merowinger geweiht (nach deren Schwester die Stadt Sainte-Menehould benannt ist). Der Name des Klosters kannte im Laufe der Jahrhunderte viele Varianten, u. a. Monasterium Sanctæ-Hoildis, Sancta-Ohyldis, Sancta-Hoïldia, Abbacia Sanctæ-Ashuldis, Sainte-Ashoul, Sainte-Houlde, Saint-Houd, Sainte-Hou, Saint-Hou. 1791 wurde der Konvent durch die Französische Revolution aufgelöst und die Gebäude abgebaut. Heute erinnert in Val-d’Ornain die Straße Route de Sainte-Hoïlde an das Kloster. Am Ort ist ein landwirtschaftlicher Betrieb (Sainte Hould). Teile der früheren Ausstattung befinden sich in den umliegenden Dörfern.

### Handbuchliteratur
- Laurent Henri Cottineau: Répertoire topo-bibliographique des abbayes et prieurés. Bd. 2. Protat, Mâcon 1939–1970. Nachdruck: Brepols, Turnhout 1995. Spalte 2730.
- Bernard Peugniez: Le Guide Routier de l’Europe Cistercienne. Editions du Signe, Straßburg 2012, S. 201.